# Diplokeleba
Diplokeleba es un género con dos especies de plantas de flores perteneciente a la familia Sapindaceae. 

## Especies seleccionadas
- Diplokeleba floribunda
- Diplokeleba herzogi